# 陈惠仁 (香港商人)
陈惠仁(英文名字：Ronald Chan），香港人，财经作家，基金经理，大正资本创办人，毕业于美国纽约大学金融及會計系，父亲是陈日新。

## 生平
2002年，陈惠仁毕业于纽约大学金融及会计学系。2003年，陈惠仁创立了一家合伙公司。2007年，陈惠仁改行做起了记者，陈惠仁第一位采访的对象是斯坦福·利普西，接着陈惠仁采访了塔特曼兄弟。2010年，陈惠仁的《巴菲特的幕后智囊团》一书英文版出版，陈惠仁把英文版图书的版税捐给了母校。2020年，陈惠仁担任宝龙商业独立非执行董事。2022年，陈惠仁创办的大正资本基金买入香港电视广播有限公司5%股权。2022年，陈惠仁建议香港政府先以减低中小型上市公司股票印花税税率一半为试点。

## 著作
陈惠仁出版了《尋找巴菲特的商業兵團——學習營商及人生之道》、《巴菲特的幕布智囊团》、《金钱王者：全球价值投资大师致胜之钥》、《世界顶尖投资权威的告白：价值投资的真谛》等书籍。

## 家庭
父亲是香港前乡议局主席陈日新（1919年－2007年）。